# شهرستان ادمونسن (کنتاکی)
شهرستان ادمونسن، کنتاکی (به انگلیسی: Edmonson County, Kentucky) یک سکونتگاه مسکونی در ایالات متحده آمریکا است که در کنتاکی واقع شده‌است.

## خصوصیات
شهرستان ادمونسن ۷۹۷٫۷۲ کیلومترمربع مساحت دارد.